# Suzanne Leclercq
Suzanne Célina Marie Julie Joséphine Leclercq, conocida como Suzanne Leclercq (28 de marzo de 1901- 12 de junio de 1994), fue una paleobotánica y paleontóloga belga conocida por su estudio de las plantas del periodo Devónico. Obtuvo su graduado en la Universidad de Lieja, y estuvo trabajando en Bélgica y en el Reino Unido durante su carrera de investigación. 
Fue miembro de numerosas sociedades científicas y profesionales, incluyendo la Sociedad Botánica de América, la Sociedad paleobotánica de la India y la Sociedad geológica de Bélgica, la cual dirigió entre los años 1953 y 1954. Leclercq fue profesora de estratigrafía y paleontología en su alma mater a lo largo de su carrera, a pesar de tener a su cargo la investigación en el Museo Británico, en el Servicio Geológico de Londres, la Universidad de Glasgow, la Universidad de Mánchester, la University College de Londres y la Universidad de Cambridge.
- La abreviatura «Leclercq» se emplea para indicar a Suzanne Leclercq como autoridad en la descripción y clasificación científica de los vegetales.[3]